# Буда (Потіївський район)
Буда — колишній хутір у Горбулівській і Потіївській волостях Радомисльського повіту Київської губернії та Горбулівській сільській раді Потіївського району Малинської, Коростенської і Волинської округ.

## Історія
До 1923 року входив до складу Потіївської волості Радомисльського повіту Київської губернії. У 1923 році включений до складу новоствореної Горбулівської сільської ради, котра, 7 березня 1923 року, увійшла до складу новоутвореного Потіївського району Малинської округи.
Знятий з обліку населених пунктів до 1 жовтня 1941 року.